# Glisborn
Der Glisborn, auch Glißborn genannt, ist ein Quelltopf nahe der Kernstadt von Gudensberg im nordhessischen Schwalm-Eder-Kreis. Die Stadt Gudensberg bezieht einen Teil ihres Trinkwasserbedarfs aus der Nähe der Glisborn-Quelle.

## Geografie und Hydrografie
Der Quelltopf liegt rund 650 m nördlich des Odenbergs und etwa 1,1 km nordwestlich des Scharfensteins in einer Feld- und Wiesenlandschaft auf 233 m ü. NN. Sein Wasser fließt als kleiner Bach nordostwärts zwischen Dissen und Besse und mündet nach insgesamt etwa 3,0 km am südwestlichen Ortsrand von Holzhausen auf rund 182 m ü. NN in den Eder-Zufluss Pilgerbach.

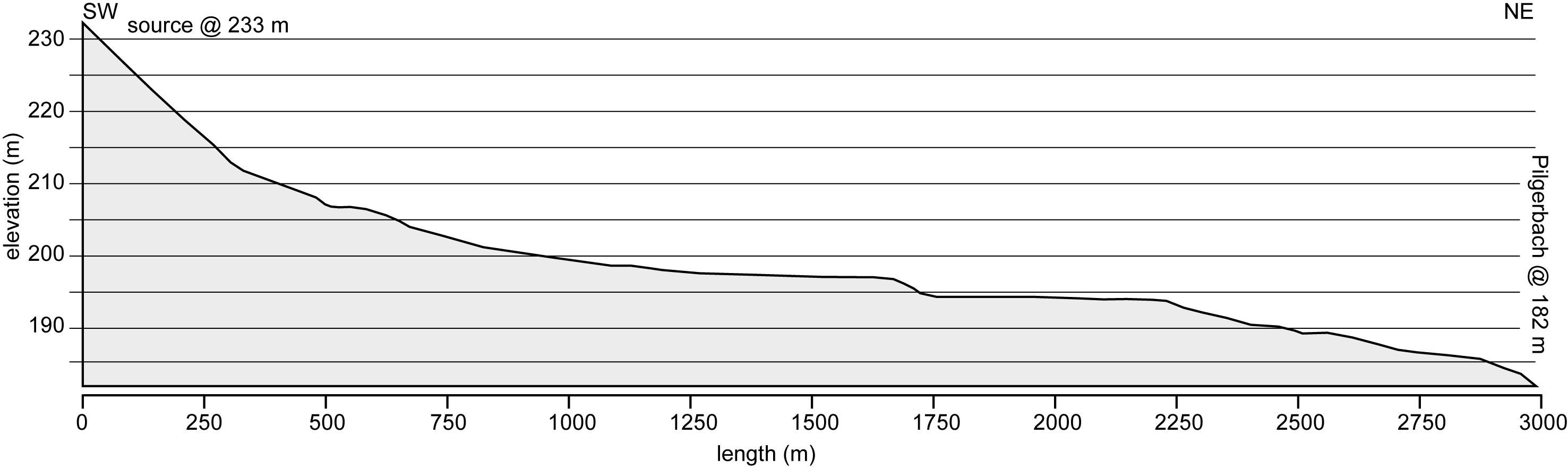
Höhenprofil des Glisborns

Das Quellwasser des Glisborns (des „gleißenden“ Borns) soll klar und eiskalt gewesen sein, und ihm wurde nachgesagt, dass es ohne Seife rein wasche. Laut Pfister kamen noch in den 1840er Jahren Frauen aus weiter Entfernung zum Glisborn, um ihr Weißzeug zu waschen.
1896 wurde vom Glisborn eine Wasserleitung nach Dissen gelegt.

## Entstehungssage
Der Sage nach durchstreifte Karl der Große mit seinem Heer die Gudensberger Gegend. Seine Krieger litten vor Durst. Der Kaiser gab seinem Schimmel die Sporen. Das Pferd stampfte mit dem Huf so heftig auf, dass sich ein Stein aus dem Felsen löste, auf dem ein Hufabdruck zurückblieb. Wo sich der Stein gelöst hatte, sprudelte eine frische Quelle, der Glisborn, und das ganze Heer konnte seinen Durst stillen.
Ein Stein mit eingemeißeltem Hufabdruck wurde in die Mauer der Kirche im nahen Karlskirchen, heute Wüstung, eingemauert und galt als der Hufabdruck von Karls Pferd. Mit der Einführung der Reformation in der Landgrafschaft Hessen im Jahre 1526 wurde die Karlskirche als ein Hort des Heidentums abgerissen. Der Stein tauchte Jahre später in der Kirchhofsmauer zu Gudensberg wieder auf, wo er noch heute zu sehen ist.